# 晋直鉉
晋 直鉉（チン・ジッキョン、朝鮮語: 진직현/晉直鉉、1901年3月29日 - 没年不詳）は、大韓民国の法曹、政治家。制憲韓国国会議員。
親族に国会議員が多い。李坰鎬は娘婿、李玲愛は外孫娘、金賛鎮はその夫、孫周恒は甥（姉妹の息子）。

## 経歴
全羅北道任実郡出身。京城中学校、京城法学専門学校、普成専門学校、明治大学高等研究科卒。1922年に日本の弁護士試験に合格後は弁護士を開業した。解放後は大韓独立促成国民会所属の国会議員のほか、大韓独立促成国民会任実郡支部委員長、任実警察後援会長、任実公立国民学校後援会長、任実郡畜産協会長、任実郡厚生協会副会長などを務めた。1950年の第2代総選挙と1954年の第3代総選挙では民国党から出馬したが、当選できなかった。